# محوطه گم چال
محوطه گم چال مربوط به دوران پیش از تاریخ ایران باستان است و در شهرستان بهشهر، روستای شهید آباد واقع شده و این اثر در تاریخ ۲۵ اسفند ۱۳۸۰ با شمارهٔ ثبت ۵۴۳۶ به‌عنوان یکی از آثار ملی ایران به ثبت رسیده است.